# Tênis na China
Tênis na China é um esporte que vem crescendo rapidamente e que recebeu muito apoio público e privado, e que hoje se firma firmemente na consciência chinesa como um dos mais populares. O tênis é agora o terceiro esporte mais popular na televisão na China, atrás apenas do futebol e do basquetebol. O órgão governante nacional é a Chinese Tennis Association.
A China tem 30.000 quadras de tênis e cerca de 14 milhões de pessoas na China que jogam tênis regularmente, acima de 1 milhão quando o esporte retornou para as Olimpíadas em 1988, de acordo com a WTA Tour. O governo chinês pretende aumentar esse valor em 15% a cada ano. O mercado de tênis da nação atingiu US$4 bilhões anualmente, de acordo com Tom Cannon, professor e especialista em finanças esportivas da University of Liverpool Management School da Inglaterra.
A turnê feminina de 2014 atualizou o China Open, em Pequim, para se tornar o único evento combinado com a turnê masculina na Ásia. Jogado no centro olímpico do tênis de Pequim com o dinheiro combinado do prêmio de US$6.6 milhões e um estádio principal que suporta 10.000 espectadores, o China Open é agora um dos quatro melhores torneios da WTA. O outro torneio emblemático da ATP na Ásia é o Shanghai Masters de US$3,24 milhões.

## Visão geral e história
De uma maneira geral, existem quatro razões fundamentais que contribuíram para o crescimento do tênis na China. Em primeiro lugar, a economia nacional melhorou enormemente e a classe média em expansão considera o tênis como um esporte familiar e uma forma de melhorar o estado social. Em segundo lugar, houve o surgimento de jogadores de maior hierarquia de outras partes da Ásia, como Japão, Índia, Tailândia e Indonésia, que estimulam a concorrência e o padrão de jogo. Em terceiro lugar, o investimento da Federação Internacional de Tênis e da Associação Chinesa de Tênis no desenvolvimento do jogo de base tem sido crucial. E, finalmente, há os Jogos Olímpicos de Pequim de 2008, considerados como uma forma de aumentar o perfil do esporte na China.
Quando o tênis se tornou um verdadeiro esporte olímpico, o governo começou a investir dinheiro no esporte. Isso se tornou uma tendência em muitas partes do mundo, como Rússia, Sérvia e Croácia. Os fundos também foram garantidos para enviar equipes de jogadores no exterior. A equipe nacional feminina logo alcançou o Grupo Mundial de elite na Fed Cup. Com as questões de financiamento tomadas cuidado, os jogadores e seus treinadores foram capazes de se concentrar totalmente no treinamento e preparação. Novos programas foram introduzidos para treinamento de velocidade e resistência e para desenvolver perícia técnica.
Enquanto as mulheres chinesas dominam a cena hoje, foram os homens que fizeram a descoberta inicial. Em 2003, no Heineken Open de Xangai, os wildcards Zeng Shaoxuan e Zhu Benqiang fizeram um importante avanço. Eles se tornaram os primeiros jogadores da China a chegar a uma final de duplas da turnê.
Li Ting e Sun Tiantian conquistaram a medalha de ouro nas duplas nos Jogos Olímpicos de Verão de 2004.
Em 2006, mais história do tênis foi escrita quando Zheng Jie e Yan Zi ganharam o evento de duplas no Aberto da Austrália e em Wimbledon. Li Na no mesmo ano de Wimbledon, tornou-se a primeira jogadora chinesa a chegar até uma quartas-de-final de um Grand Slam e também a primeira jogadora da China a se classificar no top 20 do mundo. Li Na e Zheng Jie também foram as primeiras a competir um final chinesa - em Estoril (Portugal) em 2006. Em 2008, no Torneio de Wimbledon 2008, Zheng Jie tornou-se a primeira jogadora chinesa a chegar até uma semi-final de um torneio Grand Slam em simples, e em 2009, tornou-se a primeira jogadora chinesa a se classificar no top 15 do mundo, como o número 15 do mundo.
Durante o Australian Open de 2010, Li Na e a compatriota Zheng Jie fizeram história por se tornarem as primeiras jogadoras chinesas a alcançar o top quatro de um torneio Grand Slam simultaneamente. A mídia apelidou as jogadoras como duas "Flores Douradas", e muitos anunciaram sua façanha como um avanço para o tênis chinês. Em 2011, Li Na se tornou a primeira jogadora a alcançar a final do Australian Open, mas foi incapaz de tomar o título. Meses mais tarde, Li alcançou sua segunda final consecutiva do Grand Slam no Aberto da França e conquistou seu primeiro título de simples de um Grand Slam, tornando-se assim a primeira jogadora da Ásia a ganhar um Slam. Sua façanha provocou um grande crescimento populacional de jogadores de tênis na China. Outros sugeriram que sinaliza o surgimento da China como um poder no tênis.

## Eventos e torneios
| Torneio                                   | Local                                                                                      | Superfície   | Categoria                                       |
| Olimpíadas de Verão de 2008               | Centro de Tênis Olympic Green                                                              | Dura         | Jogos Olímpicos                                 |
| ATP World Tour Finals                     | Shanghai New International Expo Center (2002) Qizhong Forest Sports City Arena (2005-2008) | Carpete/Dura | ATP World Tour Finals                           |
| China Open (masc / fem)                   | Beijing Tennis Center (2004-2008) National Tennis Center (2009-presente)                   | Dura         | ATP World Tour 500 series WTA Premier Mandatory |
| Guangzhou International Women's Open      | Guangzhou International Tennis Center                                                      | Dura         | WTA International                               |
| Heineken Open Shanghai                    | Xianxia Tennis Center (1996-2001, 2003-2004)                                               | Dura         | ATP International Series                        |
| Hong Kong Open                            | Victoria Park                                                                              | Dura         | WTA International                               |
| Jiangxi International Women's Tennis Open | Nanchang International Tennis Center                                                       | Dura         | WTA International                               |
| Shanghai Rolex Masters                    | Qizhong Forest Sports City Arena                                                           | Dura         | ATP World Tour Masters 1000                     |
| Shenzhen Open (masc / fem)                | Shenzhen Longgang Tennis Center                                                            | Dura         | ATP World Tour 250 series WTA International     |
| Tianjin Open                              | Tianjin International Tennis Center                                                        | Dura         | WTA International                               |
| Wuhan Open                                | Optics Valley International Tennis Center                                                  | Dura         | WTA Premier 5                                   |

- JB Group Classic
- China Tennis Grand Prix

## Estatísticas por jogador
Nesta lista se encontram, apenas, os tenistas que possuem pelo menos um título de nível ATP / WTA, ou, atingiram um ranking superior, ou igual, a 50, em qualquer categoria.
- Jogadores em negrito significa que estão em atividade.[14]
- Atualizado em: 03/03/2019.

### Feminino
| Tenista       | Títulos            | Títulos           | Títulos                  | Títulos     | Títulos    | Títulos     | Títulos    | Títulos | Ranking mais alto | Ranking mais alto |
| Tenista       | Grand Slam Simples | Grand Slam Duplas | Grand Slam Duplas Mistas | WTA Simples | WTA Duplas | ITF Simples | ITF Duplas | Total   | Simples           | Duplas            |
| ------------- | ------------------ | ----------------- | ------------------------ | ----------- | ---------- | ----------- | ---------- | ------- | ----------------- | ----------------- |
| Chen Li-Ling  | 0                  | 0                 | 0                        | 0           | 1          | 2           | 0          | 3       | 112               | 135               |
| Duan Yingying | 0                  | 0                 | 0                        | 1           | 2          | 11          | 1          | 15      | 60                | 57                |
| Han Xinyun    | 0                  | 0                 | 0                        | 0           | 3          | 8           | 19         | 30      | 105               | 59                |
| Ji Chunmei    | 0                  | 0                 | 0                        | 0           | 0          | 1           | 10         | 11      | 352               | 61                |
| Jiang Xinyu   | 0                  | 0                 | 0                        | 0           | 2          | 0           | 6          | 8       | 561               | 88                |
| Li Fang       | 0                  | 0                 | 0                        | 0           | 1          | 7           | 2          | 10      | 36                | 49                |
| Li Na         | 2                  | 0                 | 0                        | 9           | 2          | 19          | 16         | 48      | 2                 | 54                |
| Li Ting       | 0                  | 0                 | 0                        | 0           | 9          | 3           | 26         | 38      | 136               | 19                |
| Liang Chen    | 0                  | 0                 | 0                        | 0           | 6          | 4           | 13         | 23      | 342               | 35                |
| Lu Jingjing   | 0                  | 0                 | 0                        | 0           | 1          | 4           | 13         | 18      | 159               | 105               |
| Peng Shuai    | 0                  | 2                 | 0                        | 2           | 23         | 9           | 3          | 39      | 14                | 1                 |
| Sun Shengnan  | 0                  | 0                 | 0                        | 0           | 1          | 6           | 26         | 33      | 216               | 50                |
| Sun Tiantin   | 0                  | 0                 | 1                        | 1           | 12         | 6           | 13         | 33      | 77                | 16                |
| Wang Qiang    | 0                  | 0                 | 0                        | 2           | 0          | 13          | 1          | 16      | 18                | 118               |
| Wang Yafan    | 0                  | 0                 | 0                        | 1           | 3          | 9           | 6          | 19      | 60                | 49                |
| Xu Yifan      | 0                  | 0                 | 0                        | 0           | 8          | 1           | 21         | 30      | 148               | 9                 |
| Yang Zhaoxuan | 0                  | 4                 | 0                        | 0           | 4          | 3           | 11         | 22      | 151               | 20                |
| You Xiaodi    | 0                  | 0                 | 0                        | 1           | 0          | 3           | 14         | 18      | 295               | 102               |
| Zhang Kailin  | 0                  | 0                 | 0                        | 0           | 1          | 5           | 15         | 21      | 103               | 85                |
| Zhang Shuai   | 0                  | 1                 | 0                        | 2           | 8          | 20          | 8          | 39      | 23                | 13                |
| Zheng Jie     | 0                  | 2                 | 0                        | 4           | 15         | 4           | 17         | 40      | 15                | 3                 |
| Zheng Saisai  | 0                  | 0                 | 0                        | 0           | 3          | 11          | 9          | 23      | 38                | 15                |
| Zhu Lin       | 0                  | 0                 | 0                        | 1           | 0          | 9           | 5          | 15      | 93                | 106               |

## Sedes
- Beijing Tennis Center
- Centro de Tênis Olympic Green
- Qizhong Forest Sports City Arena

## WTA
A WTA montou seu escritório regional em Pequim, em 2008. A cidade foi premiada com um dos principais eventos da WTA. Em 2009, o China Open se tornou um evento combinado para mulheres e homens. É um dos quatro eventos obrigatórios para a WTA e passou a ser jogado no Centro de Tênis Olympic Green, construído para partidas de tênis nos Jogos Olímpicos de 2008.

## Jogadores notáveis
As mulheres chinesas venceram títulos de duplas dos Jogos Olímpicos e Grand Slam nos últimos seis anos, enquanto Li Na e Zheng Jie fizeram os avanços mais significativos em simples ao chegarem às semifinais no Aberto da Austrália e em Wimbledon. Li foi a primeira jogadora chinesa a entrar no top 10 do circuito feminino e ganhar um título de Grand Slam em simples, em 2011 no Aberto da França. As chinesas, Li Ting e Sun Tian Tian, conquistaram a medalha de ouro feminina nos Jogos Olímpicos de 2004 em Atenas. Em 2006, Zheng e Yan Zi se tornaram as primeiros campeãs do Grand Slam do país, levando os títulos femininos de duplas no Aberto da Austrália e em Wimbledon. No mesmo, Zheng e Yan obtiveram uma medalha de bronze nas duplas femininas. A China agora tem três mulheres dentro do top 50.
Do lado masculino, atualmente apenas Wu Di (159), Zhang Ze (199), Li Zhe (283), e Gao Xin (484) ocupam posições dentro do top 500 no ranking de simples do circuito.